# هال موني
هال موني (بالإنجليزية: Hal Mooney)‏ هو ملحن أمريكي، ولد في 4 فبراير 1911 في بروكلين في الولايات المتحدة، وتوفي في 23 مارس 1995.

## وصلات خارجية
- هال موني على موقع IMDb (الإنجليزية)
- هال موني على موقع ميوزك برينز (الإنجليزية)
- هال موني على موقع أول ميوزيك (الإنجليزية)
- هال موني على موقع ديسكوغز (الإنجليزية)
- هال موني على موقع قاعدة بيانات الفيلم (الإنجليزية)